# Rosella
Rosella — круизный 9-палубный пассажирский и автомобильный паром финского судоходного концерна Viking Line. Совершает регулярные рейсы по маршруту Капельшер (Швеция) — Мариехамн (Аландские острова). Является рекордсменом по разнообразию маршрутов, на которых эксплуатировался в составе флота Viking Line.

## Строительство

Палубы парома «Rosella»

Паром «Rosella» построен в 1980 году на верфи Wartsila в Турку (Финляндия) для компании SF Line в составе концерна Viking Line.
Изначально самую низкую цену за постройку судна предложила компания Mitsubishi Heavy Industries. Однако правительство Финляндии, стремясь сохранить рабочие места в стране, субсидировало строительство на финской верфи Wartsila, выделив для этих целей 17 млн финских марок.
Судно получило имя «Rosella» от названия области Roslagen (прибрежные районы к северу от Стокгольма). 27 апреля 1979 года состоялась закладка, а 14 августа 1979 «Rosella» была спущена воду. Девять месяцев спустя, 25 апреля 1980 года, судно было передано оператору — компании SF Line. В связи с забастовкой моряков в Финляндии паром был введён в эксплуатацию только 23 мая 1980 года, начав курсировать по маршруту Турку — Капельшер.

## Эксплуатация
Паром «Rosella» никогда не принадлежал другим компаниям и не фрахтовался, оставаясь частью флота Viking Line. В этом смысле он находится в эксплуатации дольше, чем любое другое судно Viking Line.
1980—1988 — Турку — Мариехамн — Стокгольм
Первый маршрут «Rosella». Судно использовалось на нём вплоть до введения в эксплуатацию парома «Amorella» 14 октября 1988 года.
1988—1993 — Наантали — Мариехамн — Капельшер
1994—1997 — Турку — Мариехамн — Стокгольм
В январе 1994 года на пароме Rosella были построены дополнительные каюты и он вернулся на маршрут Турку — Мариехамн — Стокгольм.
1997—2003 — Стокгольм — Мариехамн
В 1997 году в состав флота Viking Line вошел паром «Gabriella», что повлекло за собой реорганизацию маршрутов. Паром «Rosella» начал совершать 24-часовые, (а позже 20/22-часовые) круизы из Стокгольма в Мариехамн под именем «Dancing Queen». В летние месяцы он возвращался на маршрут Наантали — Мариехамн-Капельшер, а с 1999 года маршрут изменился на Турку — Мариехамн — Капельшер.
2003—2008 — Хельсинки — Таллин
В 2004 году Эстония вступила в Евросоюз, и паром «Rosella» начал обслуживать маршрут между Хельсинки и Таллином, совершая два ежедневных рейса из обоих портов. В течение первого года рейсы пользовались крайне низкой популярностью, но после снижения цен популярность маршрута возросла настолько, что в 2006 году компания Viking Line разместила заказ на новый быстроходный паром «Viking XPRS» специально для маршрута Хельсинки — Таллинн. Он заменил «Rosella» на маршруте 28 апреля 2008 года.
После 2008 года — Капельшер — Мариехамн
Предполагалось, что эксплуатация на этом маршруте будет носить временный характер, пока в 2010 году в состав флота Viking Line не будет введён новый паром «Viking ADCC». Однако постройка нового судна была отменена, и паром «Rosella» стал постоянным судном на маршруте.

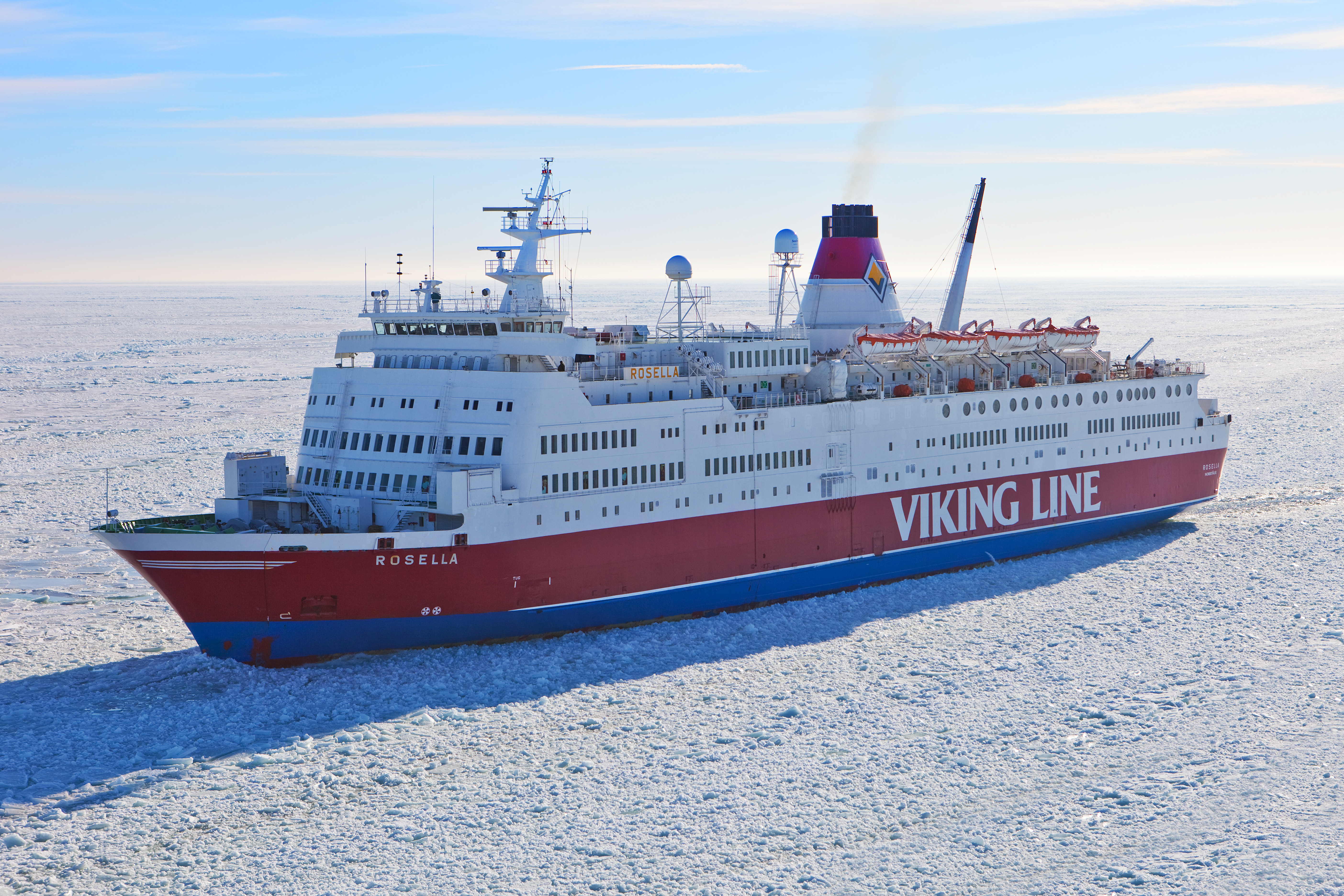
Обновленный паром «Rosella» возле Аландских островов

В начале 2011 года паром «Rosella» прошёл капитальный ремонт, во время которого были перестроены и расширены развлекательные зоны.
С 16 января 2014 года «Rosella» ходит под флагом Аландских островов Финляндии. Порт приписки — Мариехамн.
В 2022 году из-за несоответствия экологическим нормам и устаревания, продан греческой компании Aegean Sealines Maritime Co. 8 января отправился к новому владельцу.

## Название
Почти все суда компании Viking Line (кроме новейших «Viking XPRS» и «Viking Grace») названы женскими именами с окончанием -ella: Gabriella, Mariella, Amorella, Rosella, Cinderella.Такая традиция была установлена в честь жены создателя компании, которую звали Ellen, что в уменьшительном варианте звучит как Ella